# 詐欺師フェーリクス・クルルの告白
『詐欺師フェーリクス・クルルの告白』（独：Bekenntnisse des Hochstaplers Felix Krull）は、トーマス・マンの長編小説。幸運の星の下に生まれたライン川畔の商人の息子フェリーリクス・クルルが、周囲を欺きながら盗みと身分詐称の腕を磨き成功を重ねていく話で、一種の悪漢小説である。
ルーマニア出身の19世紀の盗賊マノレスクの回想録を素材にしつつ、ゲーテの自伝的小説『詩と真実』を範として書かれたが、話の筋はマンの自己パロディという側面も持つ。
『大公殿下』（1909年）執筆後に着手され、1913年に中断。1922年にクルルの幼年時代のみを扱った第一部を刊行、1937年に断片的な第二部を加えた版が刊行、着手から40年越しの1954年になり、第三部までが「回想第一部」として出版された。さらに第二部が書き継がれる予定であったが、マンの死により未完。これがマンにとって最後の小説となった。